# Naprelje
Naprelje – wieś w Bośni i Hercegowinie, w Federacji Bośni i Hercegowiny, w kantonie uńsko-sańskim, w gminie Sanski Most. W 2013 roku liczyła 605 mieszkańców, z czego większość stanowili Boszniacy.